# Guglielmo Giorgio Federico d'Orange-Nassau
Guglielmo Giorgio Federico di Orange-Nassau, in olandese Willem George Frederik van Oranje-Nassau (L'Aia, 15 febbraio 1774 – Padova, 6 gennaio 1799), è stato un generale olandese, noto anche come Principe Federico dei Paesi Bassi. Era secondo figlio maschio di Guglielmo V di Orange-Nassau, statolder (reggente) della Repubblica delle Sette Province Unite, e della principessa Guglielmina di Prussia, a sua volta nipote di Federico il Grande e sorella del successore Federico Guglielmo II.

## Biografia

### La campagna dei Paesi Bassi (1793-1795)

#### Contesto
Il 20 aprile 1792 l'Assemblea Nazionale Francese, debitamente provocata con la Dichiarazione di Pillnitz, dichiarò guerra al Sacro Romano Impero Germanico di Leopoldo II. Dopo aver fermato l'esercito alleato del duca di Brunswick a Valmy, il 20 settembre, il generale Dumouriez invase i Paesi Bassi austriaci, vinse a Jemappes, il 6 novembre, occupò il paese e lo annesse. Il motto del giorno era «tutti i governi sono nostri nemici, tutti i popoli sono nostri amici».
Il turno delle Provincie Unite venne il 1º febbraio 1793, allorché la Convenzione Nazionale dichiarò loro guerra, insieme all'Inghilterra. Non ve n'era una necessità diretta, in quanto i due paesi erano formalmente legati da una alleanza, la Triplice Alleanza del 1788, unicamente difensiva. Ma Londra esercitava una profonda influenza sul piccolo alleato, a seguito della severa sconfitta militare inflitta nel corso della recente Quarta guerra anglo-olandese. Inoltre, il terzo partner della Triplice era il Regno di Prussia, già in guerra con la Francia e che, soprattutto, aveva, appena sei anni prima, invaso le Provincie Unite, reinsediando Guglielmo V a statolder e mettendo fine alla Prima Rivoluzione batava.

#### La difesa dei Paesi Bassi austriaci

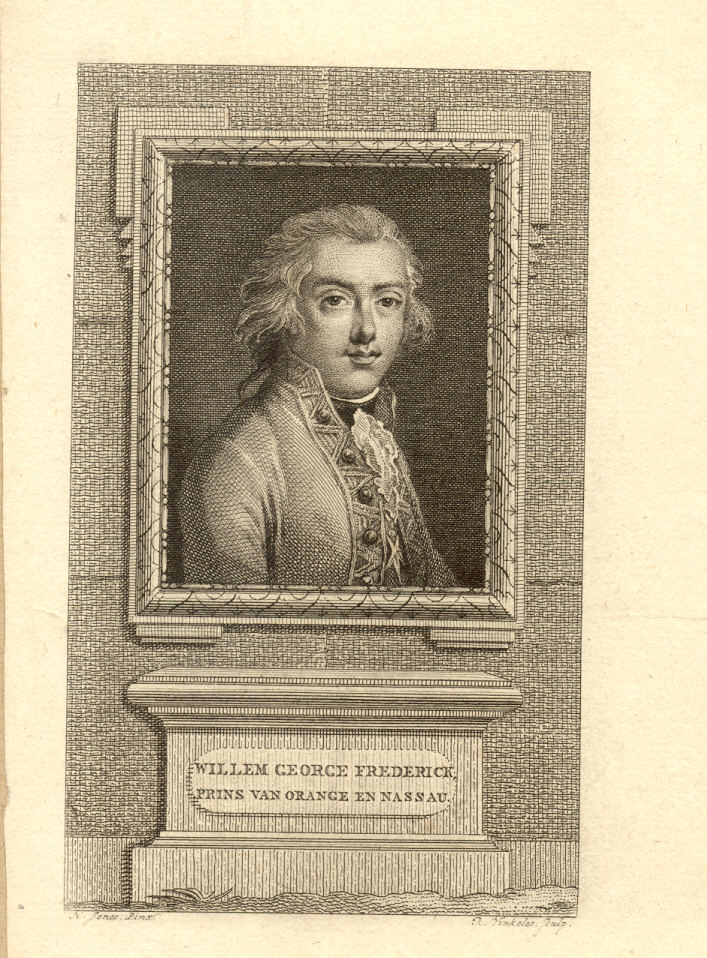
Ritratto del Principe Federico, opera del Reinier Vinkeles, ed. 1788.

In dette circostanze, nel 1793, il Principe Federico, diciannovenne, prese servizio nell'esercito agli ordini del fratello maggiore Guglielmo, che aveva avuto dal padre l'onore del comando militare, con il compito di sostenere l'esercito imperiale del Coburgo nel tentativo di bloccare l'invasione del Dumouriez.
Messe insieme delle truppe disperse, Federico seppe condurle contro una colonna francese spintasi avanti: la ricacciò sino al fiume Lys (un affluente della Schelda), liberando le cittadine di Geertruidenberg e Klundert (nel Brabante Settentrionale).
Nel settembre 1793, all'indomani della sconfitta inglese ad Hondschoote, alla testa di una colonna, venne investito da un inatteso attacco del generale Houchard nei pressi di Wervik, un villaggio ai confini fra i Paesi Bassi austriaci e la Francia: perse 4.000 uomini (fra feriti e prigionieri) e 42 cannoni, e lo stesso Principe venne ferito mentre combatteva alla testa della sua fanteria olandese e dovette ripiegare sino a Bruges.
Successivamente, insieme al fratello, seppe offrire un contributo importante alla disfatta del Dumouriez a Neerwinden, il 18 marzo 1794. In quello stesso anno venne promosso generale di cavalleria.

#### L'invasione francese dei Paesi Bassi
Al principio dell'anno successivo, gli Orange-Nassau furono costretti ad arrendersi all'inevitabile: l'8 gennaio 1795 un nuovo esercito francese, appoggiato da contingenti di Patrioti e guidato dal generale Pichegru, approfittò del gelo della Mosa e del braccio del Reno per invadere le Province Unite, alla fine del dicembre 1794. 
Alla notizia i Patrioti olandesi presero il controllo di Amsterdam, ove, il 3 febbraio 1795, proclamarono la Repubblica Batava, dando compimento alla cosiddetta Seconda Rivoluzione batava.
Dopo che i francesi ebbero conquistato la provincia di Utrecht, il Principe Federico, seguì il padre nella sua fuga in Inghilterra, il 18 gennaio 1795. L'indomani, Pichegru occupò Amsterdam. Il 4 Piovoso (23 gennaio) la cavalleria francese catturò la flotta olandese, bloccata dal ghiaccio sullo Helder: una singolare impresa che portò alle stelle la fama del generale Pichegru.

### L'esilio

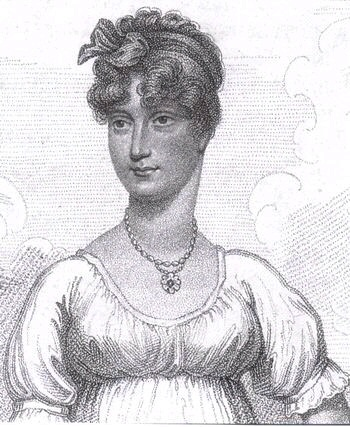
Ritratto di Maria, duchessa di Gloucester, figlia di Giorgio III del Regno Unito.

L'attività militare, tuttavia, aveva reso Federico una figura popolare, almeno fra i sostenitori del partito orangista, tanto da impensierire gli occupanti francesi, i quali lo sospettavano molto attivo nell'organizzazione dell'opposizione alla neo-costituita Repubblica Batava, sino a credere a voci che lo descrivevano impegnato a girare le province, vestito da donna. Sicuramente, incoraggiò i nobili delle fedeli province di Gheldria, Overijssel e Frisia a fare quanto possibile per sabotare l'adozione di una costituzione.
Ovvero, ancora nel gennaio 1796, la Gazzetta Nazionale di Parigi, nel segnalarle la presenza a Brema, accanto al generale Van der Duyn, ammoniva i repubblicani batavi «...a stare in guardia».
Nel corso della breve permanenza in Inghilterra, di Federico s'innamorò la principessa Maria, figlia di Giorgio III del Regno Unito: i due non si sposarono, poiché il re stabilì di non sposare la figlia minore prima delle sorelle maggiori.

### Generale dell'esercito imperiale
Le gesta belliche di Federico erano state giudicate complessivamente brillanti, specie se confrontate con l'opacità del comandante dell'esercito imperiale, il feldmaresciallo di Coburgo.
Ciò gli consentì, nel 1796, di essere ammesso al servizio dell'esercito imperiale, con il grado di maggiore-generale. Con la sua brigata venne impiegato sul fronte del Basso Reno (ove operava il feldmaresciallo Clerfayt, succeduto nel 1794 al Coburgo) e si mise in luce, in particolare, di fronte alla città di Kehl, che seppe conquistare con un assalto.
Nel febbraio 1797 raggiunse l'esercito dell'Arciduca Carlo, sul fronte italiano, con il grado di tenente-feldmaresciallo. Partecipò alla sfortunata campagna di Lombardia, ma seppe conquistare la fiducia dell'arciduca Carlo.
Ma le sorti della guerra erano state segnate dall'apparire in scena del giovane generale Bonaparte, il quale, concluso l'assedio di Mantova, il 17 ottobre 1797 costrinse gli austriaci ai preliminari di pace di Campoformio ed al successivo Congresso di Rastatt: rinunciarono alla Lombardia ed al resto d'Italia, in cambio di Venezia.

### La seconda coalizione anti-francese

#### Preparazione della seconda campagna d'Italia
La chance della riscossa si manifestò nel 1798-1799, quando Napoleone era impegnato nella Egitto, con la flotta distrutta ad Abukir.
In preparazione della prossima campagna in Italia, la corte di Vienna doveva scegliere un comandante in capo per l'armata d'Italia: su pressione del Thugut, appena rientrato in carica come ministro degli esteri, venne scelto il Principe Federico d'Orange: lo descriveva come il «nuovo principe Eugenio» e sottolineava l'"intimità" che lo legava all'Arciduca Carlo, allora comandante supremo di tutti gli eserciti imperiali e destinato al comando dell'armata di Germania.

#### Comandante dell'armata d'Italia

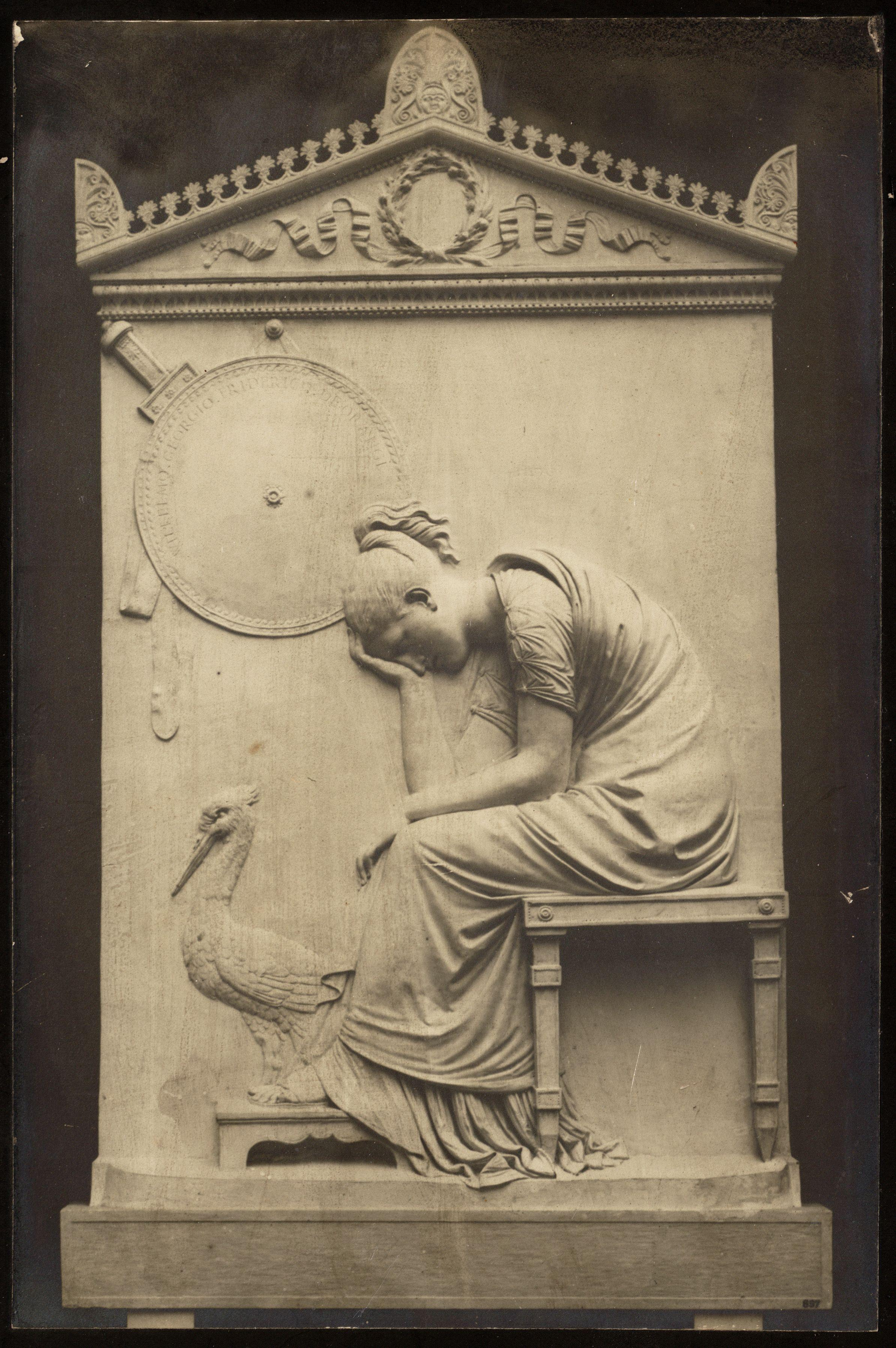
Monumento funebre di Guglielmo Giorgio Federico d'Orange-Nassau, opera del Canova.

Accadde così che, nel novembre 1798, Federico, appena ventiquattrenne, venne promosso generale di artiglieria e Feldzeugmeister, con autorità sull'intero esercito austriaco in Italia. Come capo del quartier-generale gli venne affiancato il generale Melas, un tirolese che aveva una ottima conoscenza del teatro bellico italiano. Come aiutante di campo ebbe l'allora capitano Federico Bianchi, un viennese di padre comasco che, 22 anni più tardi, avrebbe sconfitto Murat a Tolentino. Insieme si dimostrò «...giovane, intrepido, pieno di genio e di ardore bellico». 
Aveva predisposto il proprio piano militare e compiuto le necessarie ricognizioni, e si mostrava tanto sicuro da aver inviato a Vienna pressanti richieste a dichiarare al più presto guerra alla Francia, prima che questa potesse rafforzare le proprie posizioni in Italia.

### La morte improvvisa
Non ebbe, però, nemmeno il tempo di cominciare la campagna: morì all'improvviso, a Padova, il 6 gennaio 1799, per una infezione. Assistito dal proprio assistente, il futuro generale de Perponcher Sedlnitsky. 
Fu, probabilmente, una grande sfortuna per gli austriaci, che si videro costretti a passare il comando al suo secondo, il Melas che costrinse i francesi del Joubert ad abbandonare le repubbliche giacobine italiane, ma, il 14 maggio dell'anno successivo, subì da Napoleone la clamorosa sconfitta di Marengo.
Quando la notizia giunse a Londra, alla principessa Mary, figlia di Giorgio III del Regno Unito venne concesso di portare, ufficialmente, il lutto.
La salma riposa nella Nieuwe Kerk di Delft, accanto ai membri della casata. Nel 1896, su iniziativa della regina Emma (moglie di Guglielmo III dei Paesi Bassi), essa venne trasportata a Delft da Padova, unitamente al monumento funerario, realizzato dal Canova nel 1806 e già collocato nella città veneta.

## Ascendenza
|                                            |                                 |                                             | Genitori                                   |  |  | Nonni |  |  | Bisnonni                          |  |  | Trisnonni                          |  |
|                                            |                                 |                                             |                                            |  |  |       |  |  | Giovanni Guglielmo Friso d'Orange |  |  | Enrico Casimiro II di Nassau-Dietz |  |
|                                            |                                 |                                             |                                            |  |  |       |  |  | Giovanni Guglielmo Friso d'Orange |  |  | Enrico Casimiro II di Nassau-Dietz |  |
|                                            |                                 | Enrichetta Amalia di Anhalt-Dessau          |                                            |  |  |       |  |  | Giovanni Guglielmo Friso d'Orange |  |  |                                    |  |
| Guglielmo IV di Orange-Nassau              |                                 |                                             |                                            |  |  |       |  |  | Giovanni Guglielmo Friso d'Orange |  |  |                                    |  |
|                                            |                                 | Maria Luisa d'Assia-Kassel                  | Carlo I d'Assia-Kassel                     |  |  |       |  |  |                                   |  |  |                                    |  |
|                                            |                                 | Maria Luisa d'Assia-Kassel                  | Carlo I d'Assia-Kassel                     |  |  |       |  |  |                                   |  |  |                                    |  |
|                                            |                                 | Maria Luisa d'Assia-Kassel                  | Amalia di Curlandia                        |  |  |       |  |  |                                   |  |  |                                    |  |
| Guglielmo V di Orange-Nassau               |                                 | Maria Luisa d'Assia-Kassel                  |                                            |  |  |       |  |  |                                   |  |  |                                    |  |
|                                            |                                 | Giorgio II di Gran Bretagna                 | Giorgio I di Gran Bretagna                 |  |  |       |  |  |                                   |  |  |                                    |  |
|                                            |                                 | Giorgio II di Gran Bretagna                 | Giorgio I di Gran Bretagna                 |  |  |       |  |  |                                   |  |  |                                    |  |
|                                            |                                 | Giorgio II di Gran Bretagna                 | Sofia Dorotea di Celle                     |  |  |       |  |  |                                   |  |  |                                    |  |
| Anna di Hannover                           |                                 | Giorgio II di Gran Bretagna                 |                                            |  |  |       |  |  |                                   |  |  |                                    |  |
|                                            |                                 | Carolina di Brandeburgo-Ansbach             | Giovanni Federico di Brandeburgo-Ansbach   |  |  |       |  |  |                                   |  |  |                                    |  |
|                                            |                                 | Carolina di Brandeburgo-Ansbach             | Giovanni Federico di Brandeburgo-Ansbach   |  |  |       |  |  |                                   |  |  |                                    |  |
|                                            |                                 | Carolina di Brandeburgo-Ansbach             | Eleonora Erdmuthe di Sassonia-Eisenach     |  |  |       |  |  |                                   |  |  |                                    |  |
| Guglielmo Giorgio Federico d'Orange-Nassau |                                 | Carolina di Brandeburgo-Ansbach             |                                            |  |  |       |  |  |                                   |  |  |                                    |  |
|                                            | Federico Guglielmo I di Prussia | Federico I di Prussia                       |                                            |  |  |       |  |  |                                   |  |  |                                    |  |
|                                            | Federico Guglielmo I di Prussia | Federico I di Prussia                       |                                            |  |  |       |  |  |                                   |  |  |                                    |  |
|                                            | Federico Guglielmo I di Prussia | Sofia Carlotta di Hannover                  |                                            |  |  |       |  |  |                                   |  |  |                                    |  |
| Augusto Guglielmo di Prussia               | Federico Guglielmo I di Prussia |                                             |                                            |  |  |       |  |  |                                   |  |  |                                    |  |
|                                            |                                 | Sofia Dorotea di Hannover                   | Giorgio I di Gran Bretagna                 |  |  |       |  |  |                                   |  |  |                                    |  |
|                                            |                                 | Sofia Dorotea di Hannover                   | Giorgio I di Gran Bretagna                 |  |  |       |  |  |                                   |  |  |                                    |  |
|                                            |                                 | Sofia Dorotea di Hannover                   | Sofia Dorotea di Celle                     |  |  |       |  |  |                                   |  |  |                                    |  |
| Guglielmina di Prussia                     |                                 | Sofia Dorotea di Hannover                   |                                            |  |  |       |  |  |                                   |  |  |                                    |  |
|                                            |                                 | Ferdinando Alberto II di Brunswick-Lüneburg | Ferdinando Alberto I di Brunswick-Lüneburg |  |  |       |  |  |                                   |  |  |                                    |  |
|                                            |                                 | Ferdinando Alberto II di Brunswick-Lüneburg | Ferdinando Alberto I di Brunswick-Lüneburg |  |  |       |  |  |                                   |  |  |                                    |  |
|                                            |                                 | Ferdinando Alberto II di Brunswick-Lüneburg | Cristina d'Assia-Eschwege                  |  |  |       |  |  |                                   |  |  |                                    |  |
| Luisa Amalia di Brunswick-Wolfenbüttel     |                                 | Ferdinando Alberto II di Brunswick-Lüneburg |                                            |  |  |       |  |  |                                   |  |  |                                    |  |
|                                            |                                 | Antonietta Amalia di Brunswick-Wolfenbüttel | Luigi Rodolfo di Brunswick-Lüneburg        |  |  |       |  |  |                                   |  |  |                                    |  |
|                                            |                                 | Antonietta Amalia di Brunswick-Wolfenbüttel | Luigi Rodolfo di Brunswick-Lüneburg        |  |  |       |  |  |                                   |  |  |                                    |  |
|                                            |                                 | Antonietta Amalia di Brunswick-Wolfenbüttel | Cristina Luisa di Oettingen-Oettingen      |  |  |       |  |  |                                   |  |  |                                    |  |
|                                            |                                 | Antonietta Amalia di Brunswick-Wolfenbüttel |                                            |  |  |       |  |  |                                   |  |  |                                    |  |